# 三嶋神社 (伊勢原市)

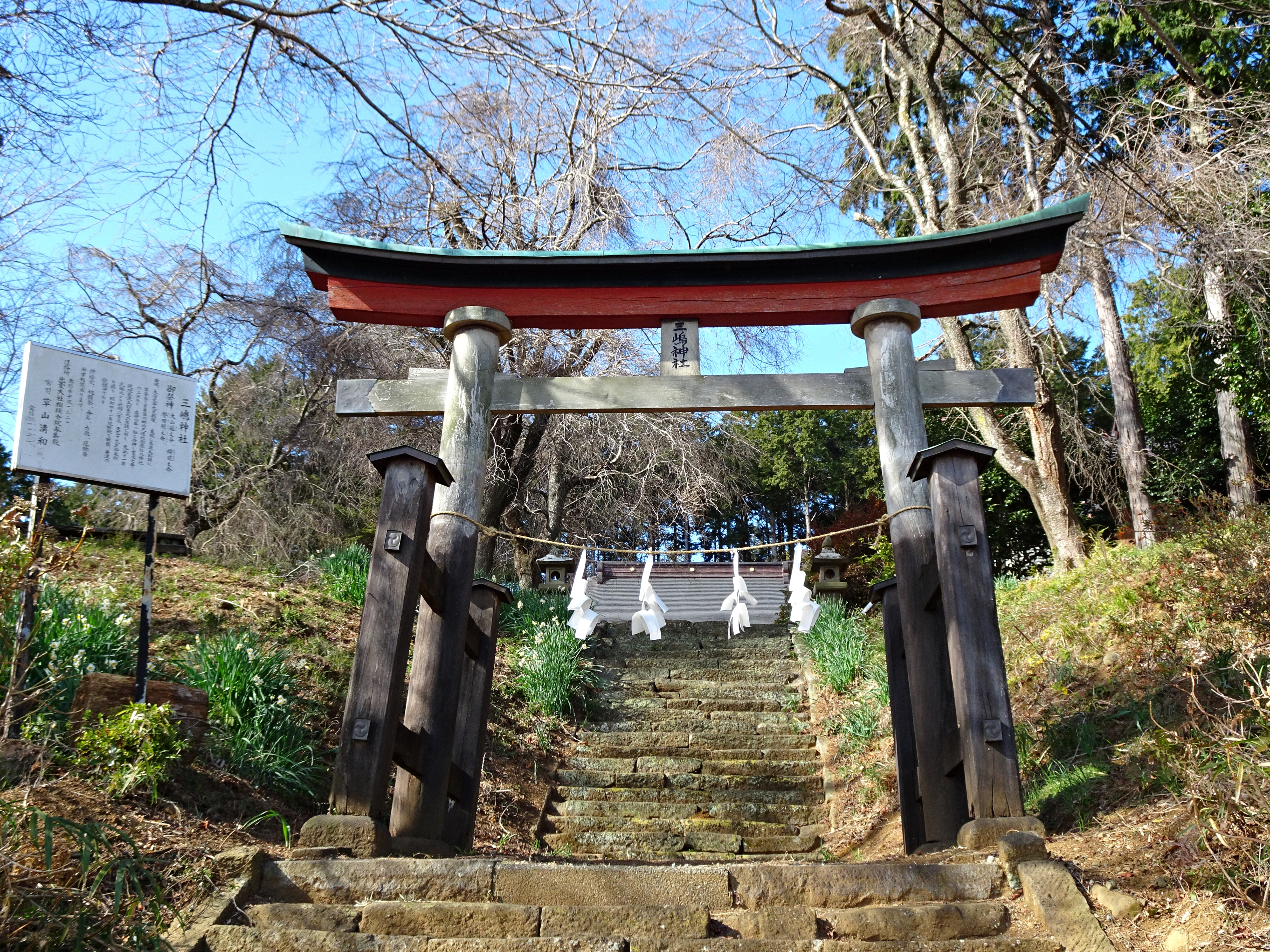
神社の鳥居

三嶋神社（みしまじんじゃ）は、神奈川県伊勢原市善波（ぜんぱ）に所在する神社。

## 歴史
1126年（大治元年）に創建された。1651年（慶安4年）に「八幡神社」と「御岳神社」を合祀し、旧御岳神社の境内を新三嶋神社の境内とした。しかし旧御岳神社は山の中腹にあり、強風で社殿も度々破壊されることから、1667年（寛文7年）に現在地に移転した。
移転後の旧境内に神職の屋敷を建てようとしたところ、被葬者不明の墓が発見され、太刀などが出土した。この太刀をもとにして「雷電落」「至瑞」の刀を作り、社宝とした。

## 交通アクセス
- 神奈中バス・伊勢原駅北口1乗場善波行バス笠谷戸下車